# Incredibad
Incredibad è l'album di debutto della compagnia di comici The Lonely Island, composta da Andy Samberg, Akiva Schaffer e Jorma Taccone. L'album è stato pubblicato il 10 febbraio 2009 dalla Universal Republic Records. Molte delle canzoni nell'album sono state precedentemente trasmesse su Saturday Night Live come SNL Digital Shorts.
Molti artisti collaborarono alla realizzazione dell'album, come T-Pain, Norah Jones, Jack Black, E-40, Julian Casablancas degli Strokes, Sly & Robbie, DJ Nu-Mark, J-Zone, Natalie Portman, Chris Parnell e Justin Timberlake.

## Tracce
1. Who Said We're Wack? – 1:16
2. Santana DVX (feat. E-40) – 2:35
3. Jizz in My Pants – 2:31
4. I'm on a Boat (feat. T-Pain) – 2:36
5. Sax Man (feat. Jack Black) – 2:07
6. Lazy Sunday (feat. Chris Parnell) – 2:20
7. Normal Guy – 1:04
8. Boombox (feat. Julian Casablancas) – 3:13
9. Shrooms – 0:34
10. Like a Boss – 1:46
11. We Like Sportz – 2:03
12. Dreamgirl (feat. Norah Jones) – 3:13
13. Ras Trent – 2:05
14. Dick in a Box (feat. Justin Timberlake) – 2:41
15. The Old Saloon – 1:05
16. Punch You in the Jeans – 2:46
17. Space Olympics – 2:55
18. Natalie's Rap (feat. Natalie Portman e Chris Parnell) – 2:26
19. Incredibad – 2:54